# Tweebandanemoonvis
De tweebandanemoonvis (Amphiprion bicinctus) is een tropische zoutwatervis die voorkomt bij koraalriffen en boven zandgrond van 1 tot 18 meter diepte. De vis komt voor in de Indische Oceaan, Rode Zee en het westelijk deel van de Stille Oceaan en staat ook bekend als Rode Zee-clownvis.

## Anatomie
De lengte van de tweebandanemoonvis is maximaal 11 centimeter. De kleur is zwartgeel met twee geprononceerde witte banden. Hij heeft geen staartband, de buikband is smaller dan de kopband en loopt naar onderen spits toe.

## Leefwijze en gedrag
De tweebandanemoonvis leeft in een symbiotische relatie met zeeanemonen van soorten als Physobrachia douglasi, Heteractis magnifica, Stichodactyla gigantea, Gyrostoma quadricolor en Stichodactyla mertensii. Meerder anemoonvissen kunnen eenzelfde anemoon bewonen. Hoewel de meeste vissen wanneer ze in contact komen met een anemoon verlamd worden door de tentakels met netelcellen, wordt de tweebandanemoonvis niet gestoken door de anemoon. De vis hult zich in een slijmlaag die als anemoon wordt herkend.
De vis voedt zich met parasieten die de anemoon bedreigen, voedselresten van de anemoon en kreeftjes. Daarnaast beschermt de vis de anemoon ook tegen zijn natuurlijke vijanden, zoals koraalvlinders, door ze te verjagen als ze te dichtbij komen.

## Voortplanting
De tweebandanemoonvis leeft in kleine groepen in een anemoon. Zo'n groep telt één vrouwtje, dat alleen paart met het grootste mannetje binnen de groep. Alle anemoonvissen komen ter wereld met actieve mannelijke en inactieve vrouwelijke geslachtsorganen. Zodra het vrouwtje overlijdt, ondergaat het dominante mannetje een geslachtsverandering en wordt het een vrouwtje.